# Apodastococcus tiphys
Apodastococcus tiphys är en insektsart som beskrevs av Williams 1985. Apodastococcus tiphys ingår i släktet Apodastococcus och familjen ullsköldlöss. Inga underarter finns listade i Catalogue of Life.